# Иосиф (митрополит Рязанский)
Митрополит Иосиф IV (ум. 1681) — епископ Русской православной церкви, митрополит Рязанский и Муромский (1674—1681).

## Биография
С 1655 года — игумен Тихвинского Успенского монастыря и управляющий церквами Тихвинской десятины.
В мае 1660 года назначен игуменом Воскресенского Деревяницкого монастыря под Новгородом.
20 октября 1661 года переведён архимандритом Тихвинского Успенского монастыря.
С 22 декабря 1664 года — архимандрит Московского Новоспасского монастыря.
В 1666 году участвовал в суде над патриархом Никоном.
Рукоположён во епископа 9 августа 1674 года патриархом Иоакимом. Впоследствии возведён в сан архиепископа, а затем — митрополита.
В 1676 году участвовал в венчании на царство Федора Алексеевича.
В Рязани Иосиф заботился о внутреннем убранстве храмов, в особенности соборных. По его заказу в Старый Успенский (Христорождественский) кафедральный собор было изготовлено напрестольное Евангелие в золотом обрамлении, украшенное драгоценными камнями и два выносных серебряных подсвечника, на которые пошло 4,4 кг серебра. По его заказу для храмов отлиты были колокола, изготовлены напрестольные кресты, плащаницы и другое.
В 1677 году по поручению царя, в связи с обострением раскола, использовавшего имя святой благоверной великой княгини Анны Кашинской в своих целях, ездил в Кашин свидетельствовать её мощи. В 1677—1678 годах патриарх Иоаким вместе с Собором рассматривал дело о свидетельствовании мощей благоверной княгини, в результате чего постановлено было упразднить её почитание как святой (в 1909 году прославлена повторно).
В 1678 году митрополит Иосиф участвовал в Соборе, установившем церковные обряды в неделю «ваий».
По его предложению был сделан перевод на русский язык церковных летописей с латинского. Иосиф в феврале 1679 года дал благословение прихожанам на строительство каменной Входоиерусалимской церкви вместо существовавшей деревянной.
Скончался 21 сентября 1681 года в Москве на Рязанском архиерейском подворье, что на Лубянке. Многие высшие церковные иерархи прощались с ним. Из Москвы гроб с телом Иосифа водным путём был доставлен в Рязань. Погребён в Архангельском соборе Рязанского кремля.